# Habarovsk
Habarovsk (rus. Хабаровск, eng. Khabarovsk) - grad na dalekom istoku Rusije i središte Habrovskog kraja.
Nalazi se na desnoj obali rijeke Amur u Srednjeamurskoj nizini. Udaljen je 30 km od granice s Kinom, a 8533 km istočno od Moskve. U gradu je po podacima iz 2012. godine živjelo 584 000 stanovnika. Površina grada iznosi 37,2 tisuće hektara.
Grad je osnovan 1858. godine kao vojna postaja Habarovka. Ime je dobio po ruskom istraživaču Erofeju Habarovu iz 17. stoljeća. Od 1880. godine, grad je bio administrativno središte Primorske oblasti, od 1884. - administrativno središte Priamurskog general-gubernatorstva. Sadašnje ime dobio je 1893. godine. U studenom 1922. u sastavu Dalekoistočne republike pripao je SSSR-u. Godine 1926. grad postaje administrativno središte Dalekoistočnog kraja, od 1938. - Habarovskog kraja.
U Habarovsku se nalaze željeznička postaja, cestovna petlja, zračna i riječna luka. Nalazi se na Transibirskoj željeznici i predstavlja važnu postaju na njoj.
Klima je umjerena, monsunska. Srednja temperatura u siječnju iznosi -22 °C, a u srpnju 18 °C. Godišnje pada oko 700 milimetara padalina.
Razvijena je prerada nafte, strojogradnja, drvna industrija, prehrambena i kožna industrija.

## Galerija
- Zgrada gradske uprave
- Katedrala.
- Platinum Arena
- Most preko rijeke Amur.